# Claudia Vera
Claudia Vera es una deportista chilena vicecampeona mundial de kárate, presidenta de la Agrupación de Deportistas de Alto Rendimiento, DAR Chile. Pertenece al Club de Fernando Bardi de Santiago y forma parte del Centro de Alto Rendimiento en Chile.

## Trayectoria
Tenía 21 años y estudiaba Ciencias Políticas en la Universidad Central de Santiago cuando decidió inscribirse en un taller de karate y empezar a escribir su historia como deportista de alto rendimiento. A los dos meses ya era seleccionada nacional y a los cinco había ganado una medalla en un torneo sudamericano.
En el V Campeonato Mundial de Karate Wado Ryu, disputado en Braga, Portugal, hizo historia al convertirse en vicecampeona del orbe y obtener además un tercer lugar, siendo la única mujer latinoamericana que obtuvo dos medallas en la cita.
En 2008 residía en Beijing, China, como becada del gobierno de ese país estudiando el idioma y relaciones internacionales.
En 2011 en los Juegos Panamericanos llegó a las semifinales de la categoría de 68 kilos de peso corporal. Cayó ante la guatemalteca María Castellanos pero logró la medalla de bronce.
En 2014 participó en una reunión invitada por el Ministerio del Deporte de Chile para impulsar la igualdad de la mujer en el deporte.
En 2017 anunció su retirada del deporte profesional después de disputar el Open de Las Vegas y el Mundial. En su participación en los Juegos Nacionales y Paranacionales Biobío 2017 alcanzó medalla de bronce en +68 kilos del karate.
Entre sus logros deportivos se encuentra la medalla de plata en el Sudamericano de Karate del 2015, en lo que fue su regreso a la competencia internacional tras un año fuera por motivos de su embarazo.